# Alyogyne
Alyogyne es un género de plantas con flores perteneciente a la familia  Malvaceae el cual es endémico de Australia. Sus especies formaron parte anteriormente del género Hibiscus pero fueron cambiando desde  1863 con  H. hakaeifolius. En 1915 Lewton transferred H. cuneiformis y  Fryxell (1968) H. pinonianus y H. huegelii la siguieron. Una reciente revisión han creado nuevas especies. 

## Especies
- Alyogyne angulata
- Alyogyne angustiloba
- Alyogyne coronopifolia
- Alyogyne cuneiformis
- Alyogyne hakeifolia
- Alyogyne huegelii
- Alyogyne lilacina
- Alyogyne multifida
- Alyogyne pinoniana
- Alyogyne purpurea
- Alyogyne pyrrhophila
- Alyogyne wrayae